# KGM Commercial
KGM Commercial (KGMC) — південнокорейська компанія з виробництва комерційних і легкових автомобілів.

## Історія
У жовтні 2015 року автомобільний підрозділ Hankook Hwaiba було продано Taichi та змінено на Taichi Green Motors, а в січні 2017 року він був проданий південнокорейській компанії EES (тепер Energy Solutions) і змінив назву на Edison Motors..  26 вересня 2023 року назву компанії було змінено на KGM Commercial.
П'ять автобусів середнього розміру SMART 110E було експортовано до Парагваю в рамках офіційної допомоги уряду Південної Кореї на розвиток Парагваю. Це перший експортний випадок після того, як KG Commercial було включено до KG Group. 

## Зручності
Фабрика розташована в окрузі Гам’ян, провінція Південний Кьонсан, а 19 серпня 2021 року друга фабрика, Gunsan Factory, була заснована в Кунсані, провінція Північна Чолла. Завод випускає укорочені електробуси. 

## Моделі

### Актуальні моделі
- KGM Commercial C

### Зняті з виробництва моделі
- KGM Smart 087
- KGM Smart 093
- KGM Smart 110H
- KGM Smart 110HG